# Lioubov Strijenova
Lioubov Vassilievna Strijenova, en russe : Любовь Васильевна Стриженова, est une actrice russe née le 6 août 1940 à Moscou (URSS) et morte le 11 juillet 2024 au monastère Saint-Nicolas Novodiévitchi à Alatyr. Elle a été nommée artiste du peuple de la fédération de Russie en 1997.

## Biographie
Née Lioubov Lifentsova, elle termine en 1963 l'école-atelier du MKhAT dans la classe de Viktor Monioukov et ensuite est intégrée à la troupe du MKhAT, et après sa scission du MKhAT-Gorki.
Elle travaille pour la radio de l'Union soviétique du Comité d'État de l'URSS pour la radiodiffusion télévisuelle et radiophonique, où elle dirige l'émission Pour les grandes personnes sur les enfants.
En 2008, elle entre au monastère Saint-Nicolas Novodiévitchi d'Alatyr (en Tchouvachie) sous le nom de mère Judith (sœur Ioudif, Иудифь, selon les sources russes), à l'âge de 68 ans.

### Vie privée
Elle épouse en premières noces l'acteur Vladimir Zemlianikine dont elle a une fille, Elena, née en 1958. Elle épouse en secondes noces l'acteur Oleg Strijenov (cette union dure six ans) dont elle a un fils, l'acteur Alexandre Strijenov en 1969. Elle a deux petites filles Anastasia Strijenova (1988) et Alexandra Strijenova (2001) et un arrière-petit-fils, Piotr (2018).

## Carrière

### Théâtre
Théâtre d'art de Moscou (1963-1987)
- 1968 — Les Bas-fonds de Maxime Gorki, mise en scène de Constantin Stanislavski et Vladimir Nemirovitch-Dantchenko. Réalisation de la reprise: Iossif Raïevski: Natacha
- 1968 — Les Trois Sœurs d'Anton Tchekhov; mise en scène de Vladimir Nemirovitch-Dantchenko, N. N. Litovtseva, I. M. Raïevski (reprise): Natacha
- 1970 — De la femme d'Edvard Radzinsky. Mise en scène: Boris Lvov-Anokhine — l'amie
- 1971 — La Dulcinée de Toboso, de M. Volodine, mise en scène d'Oleg Efremov, réalisation V. Kachpour: Aldonse
- 1972 — Les Métallos, de G. Bokarev, mise en scène d'Oleg Efremov: Liouba
- 1973 — Le plus malin s'y laisse prendre («На всякого мудреца довольно простоты») d'Alexandre Ostrovski. Mise en scène: Viktor Stanitsyne: Machenka
- 1975 — Le Convoi militaire («Эшелон») de Mikhaïl Rochtchine (mise en scène d'Anatoli Efros): Nina
- 1977 — Ivanov de Tchekhov: Babakina
- 1977 — Valentin et Valentine de Mikhaïl Rochtchine. Réalisation: Oleg Efremov: la mère de Valentin
- 1977 — Les Résidents de datcha («Дачники») de Gorki (réal. V. Saliouk): Ioulia Philippovna
- 1979— La Chasse au canard d'Alexandre Vampilov (réal. О. Efremov, Andreï Miagkov): Véra

Théâtre académique d'art de Moscou Gorki (après la scission, 1987-2008)
- 1987 — Les Bas-fonds de Gorki, mise en scène de Stanislavski et Nemirovitch-Dantchenko. Réalisation de la reprise: Tatiana Doronina: Kvachnia
- 1988 — Adieu à Matiora («Прощание с Матёрой» de Valentin Raspoutine, réal. Alexandre Borissov: Nastasia
- 1993 — L'Assemblée des femmes d'Aristophane (réal. M. Abramov): Praxagore
- 1994 — Le plus malin s'y laisse prendre d'Ostrovski. Réal. Viktor Stanitsyne: Mamaïeva
- 1995 —  Nous partons voir Tchapaïev (je ne veux pas aller en Amérique) ("Мы идем смотреть Чапаева" («Не хочу ехать в Америку»)) d' О. Danilov. Réal: Tatiana Doronina: Natacha
- 1997 — Ses amis, de Viktor Rozov (réal. Valeri Ouskov): Matveïevna
- 2005 — Années d'errance («Годы странствий») d'Alexeï Arbouzov. Réal: Iou. Axionov: tante Tassia
- 2005  — Le Vaudeville russe ("Misère d'un cœur tendre" de V. Sollogoub) («Русский водевиль («Беда от нежного сердца» В. Соллогуба)), réal: Tatiana Doronina: Boïarkina
- 2006 — Les Fiançailles de Belouguine d'Ostrovski. Réal: Tatiana Doronina: Nastasia Petrovna[5].

### Filmographie
- 1958 : La Rue de la Jeunesse (Улица молодости) de Félix Mironer : Klava Brovtchenko
- 1962 : Entrée dans la vie (Вступление) de Igor Talankine : Jenia
- 1963 : Suivre les points (Стёжки-дорожки) de Oleg Borissov : Oxana, l'amoureuse de Roman
- 1965 : Venez au Baïkal (Приезжайте на Байкал) de Veniamin Dorman : Valentina
- 1969 : Le Cas de pratique d'investigation (Случай из следственной практики) de Leonid Agranovitch : Olga Soukhareva
- 1972 : Terre, Poste restante (Земля, до востребования) de Veniamine Dorman : Erminia
- 1975 : Ar-chi-mè-des! (Ар-хи-ме-ды!) de Aleksandr Pavlovski : la mère de Lena
- 1977 : Le Nez (Нос) de Rolan Bykov : la blanchisseuse
- 1978 : L'Étrangère (Чужая) de Vladimir Chredel : première épouse de Poutiatine
- 1978 : Virage (Поворот, Povorot) de Vadim Abdrachitov : Zina
- 1980 : Les Vacances de Kroch (Каникулы Кроша) de Grigori Aronov : mère de Kostia
- 1981 : D'hiver en hiver (От зимы до зимы) de Oleg Nikitine : seconde épouse de Sergueï Tarassovitch
- 1983 : L'Appel éternel (Вечный зов) de Anatoli Ivanov : Capitolina
- 1984 : Leader (Лидер) de Boris Dourov : mère de Boris Chestakov
- 1987 :  Le Fils (Сын) de Nikolaï Soubbotine : tante Olia
- 1990 : Tchernov Chernov (Чернов) de Sergueï Iourski : femme de Yarmak
- 1990 :  Conte de la lune non éteinte (Повесть непогашеной луны) de Evgueni Tsymbal : Ekaterina Kokosova
- 1992 :  Les Démons (Бесы) de Igor Talankine : Arina Virguinskaïa
- 2007 :  L'Amour-carotte (Любовь-морковь) d'Alexandre Strijenov : Anastasia
- 2007 :  Léon Trotsky, le mystère de la révolution mondiale (Лев Троцкий. Тайна мировой революции) de Galina Ogournaïa : épisode

## Liens
- (ru) О ролях Любови Стриженовой в МХАТ им. Горького